# Parelloop 1996
De Parelloop 1996 vond plaats op zondag 21 april 1996. Het was de achtste editie van dit evenement. In totaal finishten 677 mannen en 397 vrouwen de wedstrijd.
De wedstrijd bij de mannen werd gewonnen door Thomas Osano uit Kenia in 28.02. Op de finish had hij een ruime voorsprong op zijn landgenoot Philip Mosima, die in 28.30 over de finish kwam. De Keniaan Charles Omwoyo, die als derde eindigde, maakte het Keniaanse podium compleet. Bij de vrouwen won de Nederlandse Gabrielle Vijverberg en voltooide het parcours in 33.42.

## Uitslagen
Mannen
| rang   | naam                 | land | tijd  |
| ------ | -------------------- | ---- | ----- |
| Goud   | Thomas Osano         | KEN  | 28.02 |
| Zilver | Philip Mosima        | KEN  | 28.30 |
| Brons  | Charles Omwoyo       | KEN  | 28.35 |
| 4      | Josephat Kiprono     | KEN  | 28.39 |
| 5      | Getaneh Tessema      | ETH  | 28.53 |
| 6      | Mohammed Baket       | PLE  | 28.58 |
| 7      | Greg van Hest        | NED  | 29.22 |
| 8      | Fransua Woldemariam  | ETH  | 29.24 |
| 9      | Woldelassa Milkessa  | ETH  | 29.28 |
| 10     | Peter van der Velden | NED  | 29.33 |
| 11     | René Godlieb         | NED  | 29.59 |

Vrouwen
| rang   | naam                 | land | tijd  |
| ------ | -------------------- | ---- | ----- |
| Goud   | Gabrielle Vijverberg | NED  | 33.42 |
| Zilver | Anne van Schuppen    | NED  | 34.21 |
| Brons  | Wilma van Onna       | NED  | 34.31 |
| 4      | Kristijna Loonen     | NED  | 34.39 |
| 5      | Mieke Aanen          | NED  | 35.11 |
| 6      | Daisy Hombergen      | NED  | 35.45 |
| 7      | Tuija Toivonen       | FIN  | 36.23 |
| 8      | Helle Vullings       | NED  | 36.33 |

1989 ·
1990 ·
1991 ·
1992 ·
1993 ·
1994 ·
1995 ·
1996 ·
1997 ·
1998 ·
1999 ·
2000 ·
2001 ·
2002 ·
2003 ·
2004 ·
2005 ·
2006 ·
2007 ·
2008 ·
2009 ·
2010 ·
2011 ·
2012 ·
2013 ·
2014 ·
2015 ·
2016 ·
2017 ·
2018 ·
2019 ·
2020 (afgelast) ·
2021 (afgelast) ·
2022 ·
2023 ·
2024